# Koks
|  | Denne artikel er om brændsel. For restauranten på Færøerne, se Koks (restaurant). |
Koks er et gråt, hårdt og porøst brændsel baseret på kul med et højt indhold af kulstof og få urenheder, fremstillet ved opvarmning af kul eller olie i fravær af luft - en destruktiv destillationsproces. Det er et vigtigt industriprodukt, der hovedsageligt bruges i jernmalmssmeltning, men også som brændstof i komfurer og smedjer, Stenkul er uegnet til disse formål p.g.a. indholdet af svovl.
Koks bliver fremstillet ved tørdestillation af stenkul, hvor man opvarmer kullene, så en lang række fremmedstoffer fjernes som en blanding af en lang række gasser (metan, kulilte, acetylen osv.), dette var den oprindelige måde at fremstille bygas, der kan anvendes til opvarmning m.m. De færdige koks er næsten 100% kulstof og kan derfor med fordel bruges i metallurgiske processer, hvor det drejer sig om at reducere metalilter til metal og fossil-CO2.
Tidligere blev koks brugt som et pålideligt og forholdsvist billigt brændsel, som dannede få slagger og kun lidt aske. Sammen med tørv blev det af samme grund tidligere betragtet som et "fattigmandsbrændsel". Det har siden 2019 været forbudt at opvarme private boliger med koks. Forbuddet blev begrundet med, at koks indeholder svovl, der kan omdannes til svovlsyre, der kan skade både mennesker og miljø.